# Yossi Sucary
Yossi Sucary, né en 1959 à Ramat Gan, est un écrivain israélien.

## Biographie
Yossi Sucary est professeur au Tel Aviv College of Management, à l'École des beaux-arts de Bezalel et à Minshar College.

## Œuvres
- Emilia, Babel, 2002 [Emilia U-Melach Ha-Aretz: Vidui]
- Shelter, Yedioth Ahronoth, 2005 [Miklator]
- Romantically Incorrect, Xargol/ Am Oved, 2009 [Lo Takin Romantit]
- Benghzi - Bergen-Belsen, Am Oved, 2013 [Benghazi - Bergen-Belsen]

### Traductions en français
- Émilia et le sel de la terre. Une confession, traduit de l'hébreu par Ziva Avran, Actes Sud, 2006  (ISBN 978-2-7427-6121-0)[2]
- « Le possible est accomplissement », in La pensée de midi, 2010/2, no 31, p. 85-91

## Prix
- Brenner Prize, 2014[3]
- The Prime Minister's Prize, 2015